# Leopoldo Clemente di Lorena
Leopoldo Clemente di Lorena, Principe Ereditario di Lorena (Lunéville, 25 aprile 1707 – Lunéville, 4 giugno 1723), era l'erede al trono del Ducato di Lorena.

## Biografia
Nacque al castello di Lunéville da Leopoldo, duca di Lorena, e da sua moglie Elisabetta Charlotte d'Orléans.
Leopoldo era il terzo figlio nato ai suoi genitori. Suo fratello maggiore, anche lui chiamato Leopoldo (1669-1700), morì all'età di otto mesi. Tre altri fratelli più anziani sono morti in un focolaio di vaiolo a Lunéville: Elisabetta (1700-1711), Marie Gabrièle Charlotte (1702-1711) e Luigi (1704-1711). L'epidemia di vaiolo aveva ucciso altre regalità, come il Gran Delfino e l'Imperatore del Sacro Romano Impero Giuseppe I.
Nel 1722 Leopoldo divenne anche l'erede del Ducato di Teschen che era stato dato a suo padre a titolo di risarcimento per il padre, per i diritti di sua nonna materna sul Ducato di Monferrato nel nord Italia, che l'imperatore Carlo VI aveva preso e dato ai suoi alleati, il Duchi di Savoia.
Nel 1723 fu inviato a Vienna per portare a termine la sua formazione sotto la supervisione di Carlo VI, primo cugino di suo padre. Un altro motivo per il suo viaggio è stato quello di creare un'alleanza Asburgo-Lorena attraverso un matrimonio con l'arciduchessa Maria Teresa.

## Morte
Poco dopo il principe venne colpito dal vaiolo e morì al Castello di Lunéville. Fu sepolto nella cripta Ducale presso la chiesa di Saint-François-des-Cordeliers, a Nancy. Il fratello più giovane Francesco Stefano è diventato il Principe Ereditario e poi sposò Maria Teresa, erede degli Asburgo e la futura regina regnante di Ungheria e Boemia.

## Ascendenza
|                                                  |                       |                              | Genitori                    |  |  | Nonni |  |  | Bisnonni            |  |  | Trisnonni              |  |
|                                                  |                       |                              |                             |  |  |       |  |  | Nicola II di Lorena |  |  | Francesco II di Lorena |  |
|                                                  |                       |                              |                             |  |  |       |  |  | Nicola II di Lorena |  |  | Francesco II di Lorena |  |
|                                                  |                       | Cristina di Salm             |                             |  |  |       |  |  | Nicola II di Lorena |  |  |                        |  |
| Carlo V di Lorena                                |                       |                              |                             |  |  |       |  |  | Nicola II di Lorena |  |  |                        |  |
|                                                  |                       | Claudia Francesca di Lorena  | Enrico II di Lorena         |  |  |       |  |  |                     |  |  |                        |  |
|                                                  |                       | Claudia Francesca di Lorena  | Enrico II di Lorena         |  |  |       |  |  |                     |  |  |                        |  |
|                                                  |                       | Claudia Francesca di Lorena  | Margherita Gonzaga          |  |  |       |  |  |                     |  |  |                        |  |
| Leopoldo di Lorena                               |                       | Claudia Francesca di Lorena  |                             |  |  |       |  |  |                     |  |  |                        |  |
|                                                  |                       | Ferdinando III d'Asburgo     | Ferdinando II d'Asburgo     |  |  |       |  |  |                     |  |  |                        |  |
|                                                  |                       | Ferdinando III d'Asburgo     | Ferdinando II d'Asburgo     |  |  |       |  |  |                     |  |  |                        |  |
|                                                  |                       | Ferdinando III d'Asburgo     | Marianna di Baviera         |  |  |       |  |  |                     |  |  |                        |  |
| Eleonora Maria Giuseppina d'Austria              |                       | Ferdinando III d'Asburgo     |                             |  |  |       |  |  |                     |  |  |                        |  |
|                                                  |                       | Eleonora Gonzaga-Nevers      | Carlo di Gonzaga-Nevers     |  |  |       |  |  |                     |  |  |                        |  |
|                                                  |                       | Eleonora Gonzaga-Nevers      | Carlo di Gonzaga-Nevers     |  |  |       |  |  |                     |  |  |                        |  |
|                                                  |                       | Eleonora Gonzaga-Nevers      | Maria Gonzaga               |  |  |       |  |  |                     |  |  |                        |  |
| Leopoldo Clemente, Principe ereditario di Lorena |                       | Eleonora Gonzaga-Nevers      |                             |  |  |       |  |  |                     |  |  |                        |  |
|                                                  | Luigi XIII di Francia | Enrico IV di Francia         |                             |  |  |       |  |  |                     |  |  |                        |  |
|                                                  | Luigi XIII di Francia | Enrico IV di Francia         |                             |  |  |       |  |  |                     |  |  |                        |  |
|                                                  | Luigi XIII di Francia | Maria de' Medici             |                             |  |  |       |  |  |                     |  |  |                        |  |
| Filippo I d'Orléans                              | Luigi XIII di Francia |                              |                             |  |  |       |  |  |                     |  |  |                        |  |
|                                                  |                       | Anna d'Austria               | Filippo III di Spagna       |  |  |       |  |  |                     |  |  |                        |  |
|                                                  |                       | Anna d'Austria               | Filippo III di Spagna       |  |  |       |  |  |                     |  |  |                        |  |
|                                                  |                       | Anna d'Austria               | Margherita d'Austria-Stiria |  |  |       |  |  |                     |  |  |                        |  |
| Elisabetta Carlotta di Borbone-Orléans           |                       | Anna d'Austria               |                             |  |  |       |  |  |                     |  |  |                        |  |
|                                                  |                       | Carlo I Luigi del Palatinato | Federico V del Palatinato   |  |  |       |  |  |                     |  |  |                        |  |
|                                                  |                       | Carlo I Luigi del Palatinato | Federico V del Palatinato   |  |  |       |  |  |                     |  |  |                        |  |
|                                                  |                       | Carlo I Luigi del Palatinato | Elisabetta Stuart           |  |  |       |  |  |                     |  |  |                        |  |
| Elisabetta Carlotta di Baviera                   |                       | Carlo I Luigi del Palatinato |                             |  |  |       |  |  |                     |  |  |                        |  |
|                                                  |                       | Carlotta d'Assia-Kassel      | Guglielmo V d'Assia-Kassel  |  |  |       |  |  |                     |  |  |                        |  |
|                                                  |                       | Carlotta d'Assia-Kassel      | Guglielmo V d'Assia-Kassel  |  |  |       |  |  |                     |  |  |                        |  |
|                                                  |                       | Carlotta d'Assia-Kassel      | Amalia di Hanau-Münzenberg  |  |  |       |  |  |                     |  |  |                        |  |
|                                                  |                       | Carlotta d'Assia-Kassel      |                             |  |  |       |  |  |                     |  |  |                        |  |

## Titoli
- 25 aprile 1707 - 10 maggio 1711: Sua Altezza il Principe Leopoldo Clemente di Lorena
- 10 maggio 1711 - 4 giugno 1723: Sua Altezza il Principe Ereditario di Lorena